# Театр народного ополчения
Театр народного ополчения, он же агитвзвод Ленинградской армии народного ополчения — театр, созданный в Ленинграде из числа работников искусств (один из организаторов — Н.К. Черкасов), записавшихся в первые дни Великой Отечественной войны в народное ополчение.

## История театра
Театр сформирован 20 июля 1941 года.
Первая программа («Прямой наводкой») была показана 25 июля 1941 года.
С октября 1941 года — агитвзвод Ленинградского дома Красной Армии им. С. М. Кирова (худ. рук.— Б.Л. Бродянский), затем театральный агитвзвод.
С июля 1942 года — театр Ленинградского дома Красной Армии им. С. М. Кирова.
В конце 1943 года вошел в состав городского театра.

## Труппа театра

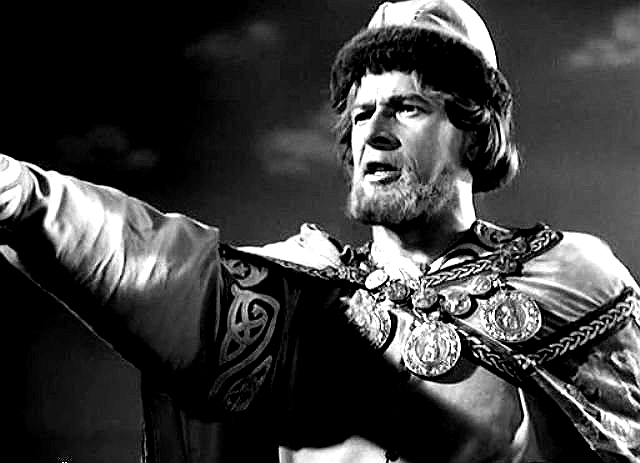
Николай Черкасов в роли Александра Невского

В спектаклях и концертах участвовали артисты:
- Н.К. Черкасов
- Н.А. Черкасов
- 3.П. Барковская
- В.А. Глухов
- Н.П. Корн
- В.В. Мойковский
- В.А. Осокина
- С.Л. Поначевский
- Е.З. Копелян[2]
- Ф.М. Никитин[2]

Художественные руководители — Б.Л. Бродянский, В.П. Честнаков,  В.Н. Лебедев.
С театром сотрудничали Д.Д. Шостакович, Ю.А. Левитин, В.А. Каверин, Е.Л. Шварц.

## Репертуар театра
В репертуаре — представления разных жанров, литературно-музыкальные композиции («Александр Невский, Суворов и Кутузов» и др.), а также спектакли:
- «Русские люди» К.М. Симонова
- «Фронт» А.Е. Корнейчука
- «Полководец Суворов» И.В. Бахтерева и А.В. Разумовского
- «Братишка» В.А. Дыховичного